# Atentát na Donalda Trumpa

Schematický plán místa události s vyznačenou přibližnou polohou střelce Crookse (červeně), cíle Donalda Trumpa (černě) a ochranné Tajné služby (modře)

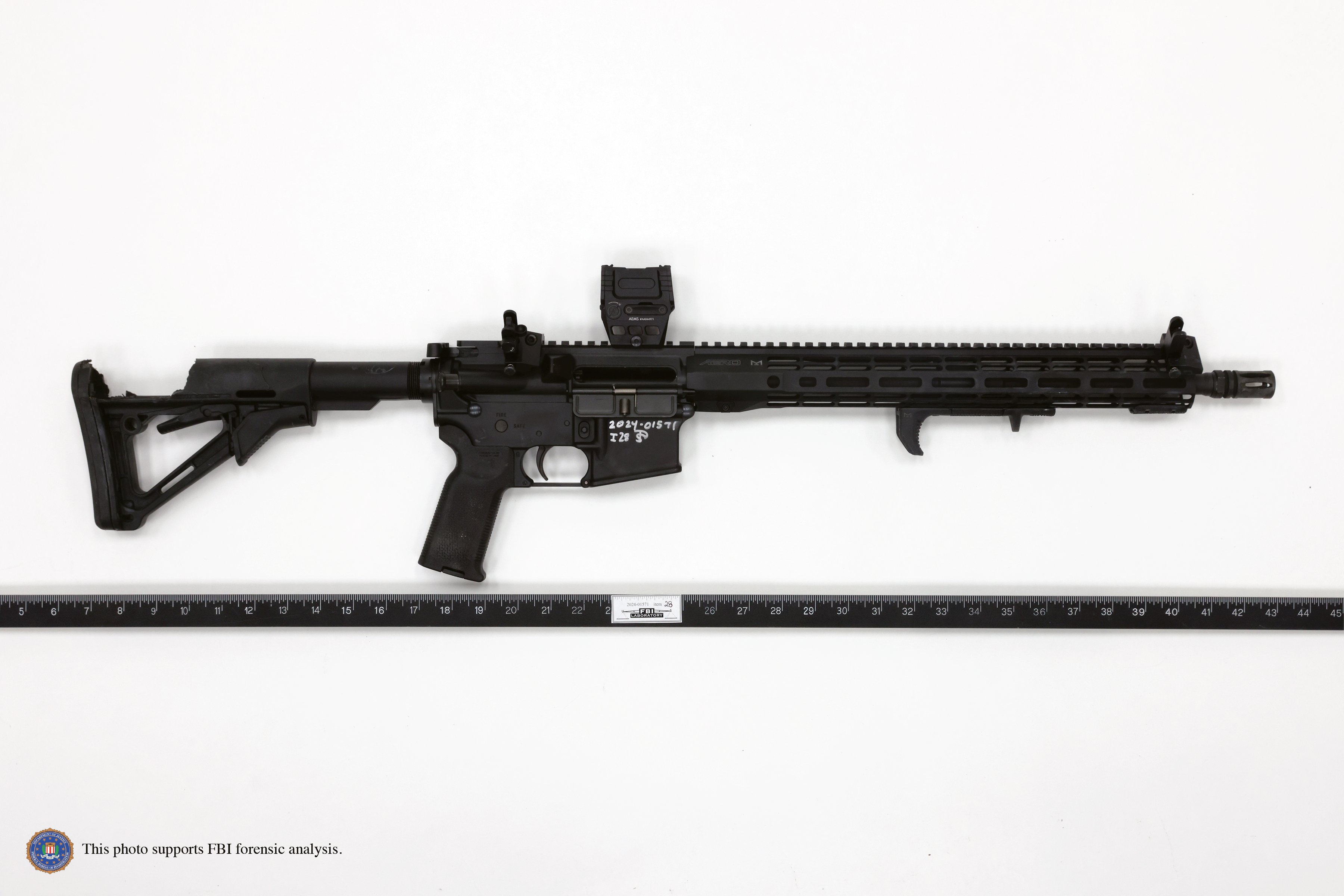
Poloautomatická puška na principu zbraně AR-15 použitá Crooksem

Atentát na Donalda Trumpa, současného amerického prezidenta a republikánského předpokládaného kandidáta v prezidentských volbách 2024, které následně vyhrál, proběhl 13. července 2024 v 18:11 hodin místního času (EDT, UTC−04:00) u města Butler v americkém státě Pensylvánie.
Setkání s voliči Trump u Butleru pořádal od sedmnácté hodiny místního času. Po asi šesti minutách projevu na něj vypálil útočník několik střel. Policisté a svědci uvedli, že střelec pálil z poloautomatické pušky na principu zbraně AR-15 ze střechy vzdálené asi 120-135 metrů od Trumpova stanoviště při projevu, než byl zabit členy ochranné Tajné služby. Po několika sekundách od prvního výstřelu zakryli Trumpa členové ochranky svými těly a přibližně po třech minutách byl politik s poraněným uchem a krví v obličeji odveden z pódia. Mluvčí Tajné služby po incidentu uvedl, že se Trump podrobil lékařské prohlídce a je v pořádku.
Pachatel byl krátce po útoku zastřelen odstřelovačem. Incident nepřežil jeden divák v publiku, další dva byli těžce zraněni.

## Pachatel
Pachatel byl úřady identifikován jako dvacetiletý Thomas Matthew Crooks z Bethel Parku, obce ležící na předměstí Pittsburghu, který byl od září 2021 registrovaným voličem Republikánské strany. V lednu 2021 přitom poslal finanční dar ve výši patnácti dolarů iniciativě podporující Demokratickou stranu.
V roce 2022 se Crooks objevil v reklamě investičního konglomerátu BlackRock, když byl natáčen se spolužáky ve třídě (reklama využila záběr z reálné třídy a Crooks nebyl formálně zaměstnán ani nedostal zaplaceno), což vedlo ke vzniku konspiračních teorií, že za tímto atentátem stál sám BlackRock. Tato reklama byla po tomto zjištění stažena a BlackRock útok odsoudil.
Podle vyjádření FBI Crooks delší dobu připravoval útok na významné shromáždění. Mimo jiné vyhledával také informace o vystoupeních prezidenta Bidena.

## Vyjádření prezidenta Bidena
Prezident a Trumpův předpokládaný protikandidát Joe Biden po atentátu prohlásil: „Jsem vděčný za zprávu, že je v bezpečí a daří se mu dobře. Modlím se za něj a jeho rodinu i za všechny, kteří se shromáždění zúčastnili, a čekáme na další informace. Jill a já jsme vděční tajné službě, že ho dostala do bezpečí. V Americe není místo pro takový druh násilí. Musíme se sjednotit jako jeden národ a odsoudit ho.“

## Důsledky
Ředitelka Tajné služby Kimberly A. Cheatleová rezignovala 23. července 2024, den po slyšení před kongresovým výborem. Po skončení nezávislého šetření bylo šest agentů dočasně zproštěno výkonu služby bez nároku na plat. Všichni byli přeřazeni na méně odpovědné pozice či mimo operační službu. Disciplinární tresty byly uděleny jako součást širší revize bezpečnostních postupů.
Zpráva Senátu USA z července 2025 uvedla, že hlavním důvodem, proč byl atentátník schopen na Trumpa střílet, bylo selhání americké Tajné služby.